# Anno 1701 – Das Kartenspiel
Anno 1701 – Das Kartenspiel ist ein im Frühjahr 2007 bei Kosmos in der Reihe „Spiele für Zwei“ erschienenes Spiel von Klaus Teuber, dessen Mechanismus vergleichbar ist mit dem des Catan-Kartenspiels. Dabei wurden insbesondere Elemente des letzten Themensets „Künstler & Wohltäter“ des Anno 1503 - Brettspiels und des Computer-Spiels Anno 1701 eingearbeitet.

## Inhalt
- 120 Karten:
  - Ausbaukarten
    - 18 Karten für Pioniere (Rückseite "I")
      - Aktionskarten:
        - 2× Erfinder
        - 2× Kapitän

      - Gebäude:
        - 2× Farm
        - 2× Holzfällerhütte
        - 2× Kapelle
        - 2× Schaffarm
        - 3× Weberei
        - 3× Werkzeugschmiede

    - 18 Karten für Siedler (Rückseite "II")
      - Aktionskarten:
        - 1× Kommandant
        - 2× Spion
        - 1× Taschendieb

      - Gebäude:
        - 2× Anlegestelle
        - 1× Erzschmelze
        - 1× Farm
        - 1× Feuerwache
        - 2× Kanonengießerei
        - 2× Kleine Werft
        - 2× Loge
        - 2× Schule
        - 1× Ziegelei

    - 18 Karten für Bürger (Rückseite "III")
      - Aktionskarten:
        - 2× Bischof
        - 2× Giftmischer
        - 1× Kommandant
        - 1× Revoluzzer
        - 1× Spion

      - Gebäude:
        - 1× Feuerwache
        - 1× Garnison
        - 2× Gildenhaus
        - 2× Große Werft
        - 1× Kanonengießerei
        - 1× Kirche
        - 1× Schauspielhaus
        - 2× Universität

  - Einwohnerkarten
    - 6× Siedler
    - 5× Bürger
    - 3× Kaufmann

  - 18 Handelsfahrtenkarten (Rückseite "?")
    - 6× Fremdes Volk
    - 2× Freier Händler
    - 1× Freier Händler wird belagert
    - 2× Gefährliche Klippen
    - 4× Pirat fordert Tribut
    - 1× Schiffbrüchige
    - 1× Treibgut in gefährlichen Klippen
    - 1× Wirbelsturm

  - Aufbaukarten
    - je ein Kartensatz für den Drachen- und Löwenspieler
      - 7 mit den Buchstaben A bis G gekennzeichnete Karten
        - 4× Pionier (A, C, E, G)
        - 2× Dorfzentrum (B, F)
        - 1× Ereigniserklärung (D)

      - 7 Landschaften (die Landschaften zeigen für beide Spieler unterschiedliche Würfel)
        - 1× Ackerland – Nahrung
        - 2× Erzmine – Werkzeug
        - 2× Lehmgrube – Ziegel
        - 1× Wald – Holz
        - 1× Weideland – Tuch
        - 2 Lagerhäuser
          - 1× Rum
          - 1× Tabak

        - 1 Handelsschiff
- 2 Würfel
  - 1× W6 mit den Zahlen 1 bis 6
  - 1× Spezialwürfel mit den Symbolen Feuer, Königin (Krone), Steuer (Münze), Händler (Schiff), Handelsvorteil (Geldsack), Piratenjagd (Kanone)
- 2 Spielfiguren aus Holz
  - 1× Seemacht (Kanone)
  - 1× Handelsmacht (Geldsack)
- Spielanleitung (15 Seiten)

## Beschreibung
Jeder Spieler startet mit 4 Pionieren und zwei Dorfzentren, auf denen die Goldvorräte (jeder Spieler hat zu Beginn 6 Gold) und die Zufriedenheit der Bewohner angezeigt werden. Zudem haben die Spieler 7 Landschaften, von denen 5 zu Beginn schon je einen Rohstoff besitzen, ein Handelsschiff mit 3 Segeln und 2 leere Lagerhäuser. Ziel des Spieles ist es, als Erster 7 Gunstpunkte zu erzielen, wobei ein Siedler einen, ein Bürger zwei und ein Kaufmann 3 Gunstpunkte einbringt. Alternativ kann man gewinnen, wenn man als Erster 2 Einwohner zu Kaufleuten aufwertet, aber wer zuerst kein Gold mehr hat, verliert das Spiel automatisch.
Wie im Catan-Kartenspiel erhält man Erträge auf den Landschaften durch die Würfel, kann dann Gebäude bauen und Aktionskarten spielen, wobei anfangs nur wenige Aktionskarten im Spiel sind, denn man darf nur aus den Ausbaukartenstapeln nachziehen, die seiner Einwohnerentwicklung entspricht. Die Stapel für die Pioniere enthalten aber die wenigsten Aktionskarten. Am Ende seines Zuges kann man entweder Karten nachziehen bzw. tauschen oder mit seinem Handelsschiff in See stechen. Da unterwegs Piraten lauern, lohnt sich das nur, wenn man genügend Kanonen zur Verfügung hat, dazu müssen aber erst entsprechende Ausbauten errichtet werden. Weitere Ausbauten erhöhen die Geschwindigkeit des Schiffes, d. h. man darf mehr Karten des Handelsfahrtenkarten-Stapels aufdecken. Begegnet man dabei Händlern, kann man Rohstoffe einkaufen, bei fremden Völkern auch Tabak und Rum, der in den Lagerhäusern deponiert wird, bis man genügend hat, um seine Einwohner weiterzuentwickeln.

## Unterschiede zum Catan-Kartenspiel
Wer das Catan-Kartenspiel kennt, findet einige Gemeinsamkeiten. Anno 1701 hat aber ein paar Besonderheiten, die es vom Catan-Kartenspiel unterscheiden.
Es geht nicht mehr darum, möglichst schnell neue Siedlungen zu bauen und damit neue Landschaften zu bekommen, denn die Anzahl der Landschaften bleibt unverändert. Man kann aber durch den Bau von Produktionsgebäuden seine Ertragsaussichten erhöhen, gleichzeitig legt man damit den Grundstock für die Handelsmacht. Wer diese hat, kann wie beim Catan-Ereignis "Mühle" dem Mitspieler einen Rohstoff klauen. Da hier – im Gegensatz zum Catan-Kartenspiel der Ertragswürfel vor dem Ereigniswürfel ausgewertet wird, kann dies auch ein Rohstoff sein, den der Gegner gerade erst erhalten hat. Man wird also nie leer ausgehen. Die Handelsmacht zählt aber ebenso wie die Seemacht – Pendant zur Stärksten Rittermacht – keinen Siegpunkt. Siegpunkte gibt es sowieso nicht, sie heißen anno 1701 Gunstpunkte und werden nur erzielt, wenn man Siedler, Bürger oder Kaufleute baut. Also bringen auch Gebäude keine, aber ohne Gebäude wird man es nicht schnell genug schaffen, an Bürger und Kaufleute zu kommen. Denn für diese werden Rum und Tabak benötigt, die man nur bei Handelsfahrten einkaufen kann. Dafür braucht man aber Segel und Kanonen, um möglichst viele Handelfahrtenkarten aufzudecken und kampfstark zu sein. Kanonen und Segel erhält man durch den Bau spezieller Gebäude. Aber auch mit ausreichend Kanonen und Segeln lohnt es sich nicht, auf Handelsfahrt zu gehen, wenn man nicht genug Gold hat. Um aber immer wieder an Gold zu kommen, muss man die Zufriedenheit seiner Einwohner steigern, z. B. durch den Bau von Kapellen, Kirchen und Schulen. Anno 1701 enthält – verglichen mit dem Catan-Kartenspiel – nur wenige Aktionskarten, aber wenn man eine Loge baut, kann man immer wieder eine Karte vom Ablagestapel zurücknehmen.
Die Ausbaukarten werden anfangs auf 3 × 2 Stapel verteilt, entsprechend der auf der Rückseite aufgebrachten Kennzeichnung. Um an die besseren Karten zu kommen, lohnt es sich, schnell einen Siedler zu bauen, denn man zieht neue Karten immer von den Ausbaustapeln, die seinem maximalen Ausbau entsprechen. Hier kann der Erfinder hilfreich sein. Wenn der Gegner einen Bürger gebaut hat, muss man besonders mit seinem Gold haushalten, denn wenn dieser den Revoluzzer aus den IIIer-Stapeln nachzieht, kann das Spiel sonst schnell enden, da ein Spieler sofort verliert, wenn er kein Gold mehr hat. Ansonsten müssen es 7 Gunstpunkte (z. B. 3 Bürger à 2 Gunstpunkte und ein Siedler mit einem Gunstpunkt) oder 2 Kaufleute sein.
Ein wesentliches Element ist die Handelsfahrt, die beim Catan-Kartenspiel – auch in den Erweiterungen – nicht vorkommt, aber in ähnlicher Weise beim Sternenschiff Catan und dem „Zeit der Entdecker“-Themenset für Catan – Das Duell.
Im Gegensatz zum Catan-Kartenspiel gibt es zum Anno-Kartenspiel keine Erweiterungen.